# Hymedesmia thieei
Hymedesmia thieei är en svampdjursart som först beskrevs av Alander 1942.  Hymedesmia thieei ingår i släktet Hymedesmia, och familjen Hymedesmidae. Arten är reproducerande i Sverige.